# Tom Brigham
Tom Brigham es un animador conocido por la invención del proceso del morphing digital. El año 1993 recibió el premio de la academia de logro técnico por "El concepto original y el trabajo pionero" en el desarrollo de esta técnica de transformación digital junto con su compañero Douglas Smythe. El sistema MORFO hizo mucho más práctica la creación de efectos de transformación y metamorfosis de las películas.
A lo largo de su carrera profesional, Brigham ha creado varios efectos visuales especiales para cine, televisión y teatro experimental.
Trabajó como supervisor de efectos especiales en la película "Habitat", donde diseñó un programa de efectos con sistemas de partículas. Más tarde ayudó a aplicarlo en la creación del efecto "Painted World", el cual se utilizó en la película Más allá de los sueños (1998).
Actualmente vive en Nueva York, donde recientemente ha trabajado en proyectos tales como el software de ABC, o en la gran pantalla electrónica de Disney en Times Square.También colabora con la empresa de arquitectura Diller y Scofidio para crear una instalación de arte permanente en la nueva terminal del aeropuerto JFK en Nueva York.